# Ciel
Cet article concerne le ciel terrestre. Pour le ciel vu depuis la surface d'un autre objet céleste que la Terre, voir Ciel extraterrestre. Pour les autres significations, voir Ciel (homonymie).
 (juin 2025).
Si vous disposez d'ouvrages ou d'articles de référence ou si vous connaissez des sites web de qualité traitant du thème abordé ici, merci de compléter l'article en donnant les références utiles à sa vérifiabilité et en les liant à la section « Notes et références ».

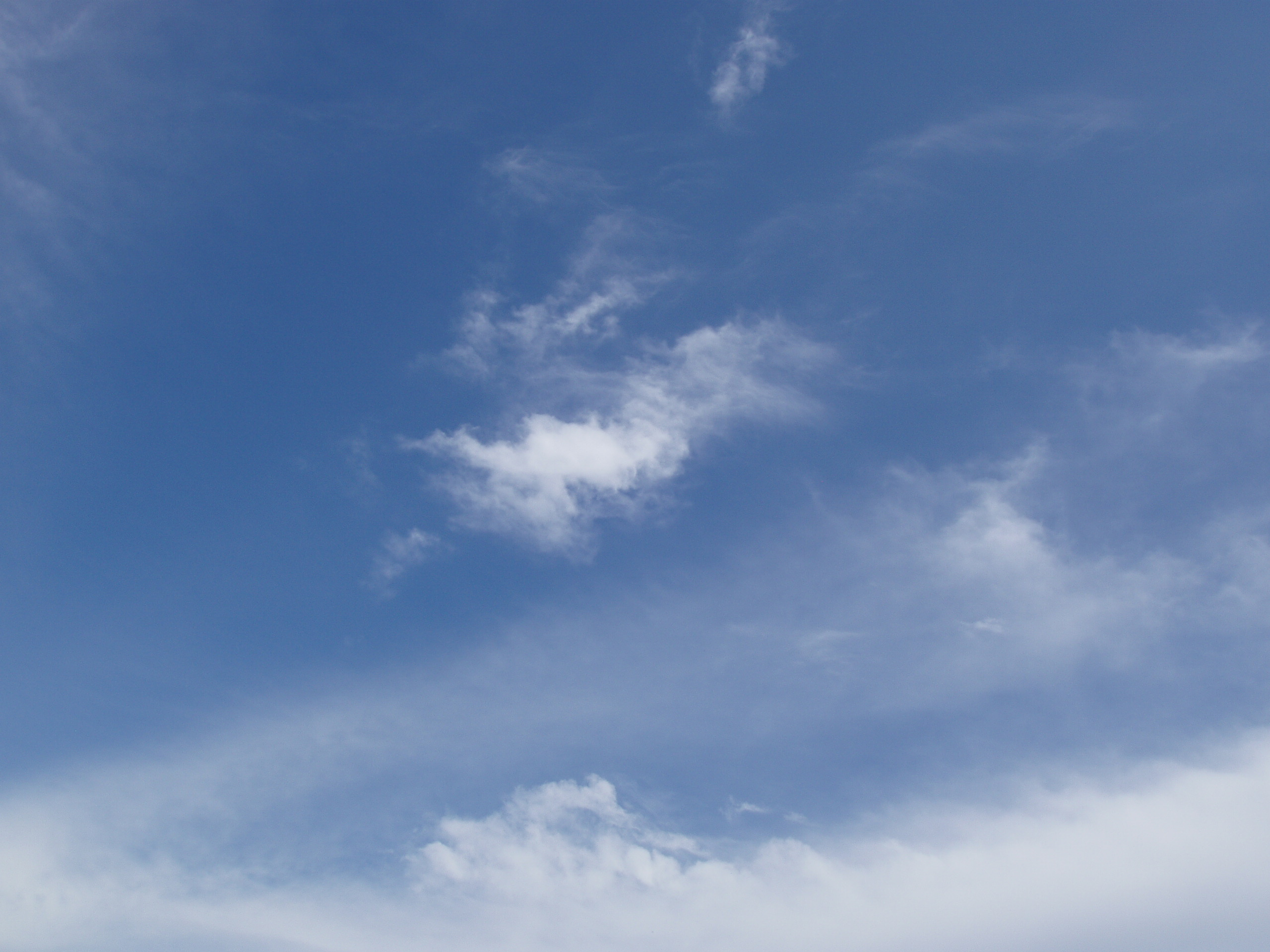
Ciel bleu avec quelques nuages.

Le ciel est l'étendue visible au-dessus du sol depuis la surface de la Terre, de l'horizon au zénith, dans laquelle on observe les météores et les mouvements réguliers des astres. Le ciel est à la fois l'atmosphère terrestre, dans laquelle volent les oiseaux et courent les nuages, et la sphère céleste, au-delà de la perception de la distance, que l'on désigne par métaphore comme une voûte immense.
En dehors des objets célestes, et au-delà des nuages, l'atmosphère diffuse la lumière solaire et confère à la couleur du ciel une teinte bleue plus ou moins pâle dans la journée ; la nuit, le ciel reste noir.
Le ciel est un élément de la mythologie dans la plupart des cultures humaines.

## Mouvement apparent du ciel

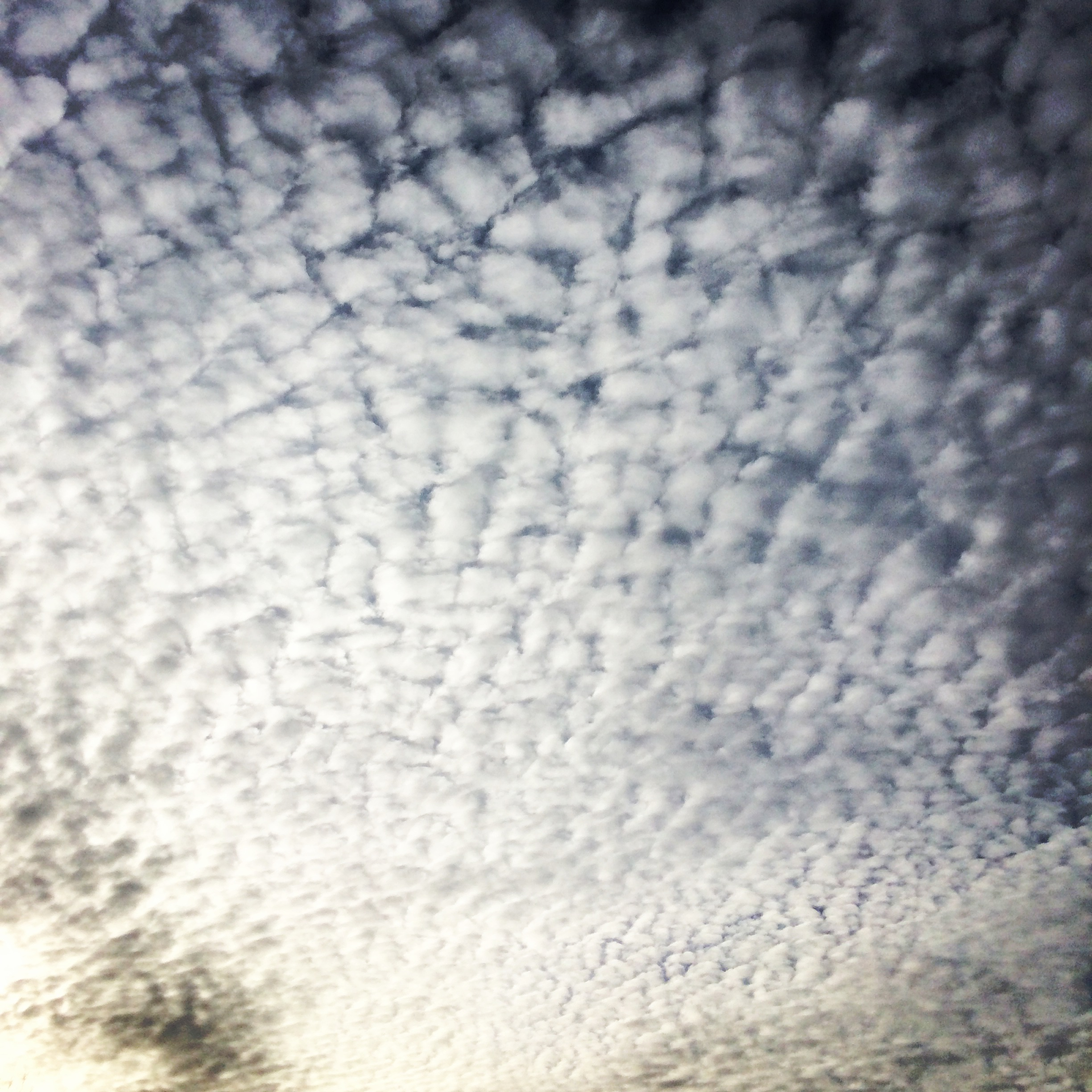
Un ciel plein de nuages sur les Apennins italiens

Du fait de la rotation terrestre, le ciel entier tourne apparemment autour de l'axe de la Terre. Ce mouvement fait qu'une partie des astres dépendant de la latitude se lèvent à l'est, culminent au méridien, et se couchent à l'ouest. La période de ce mouvement, appelée jour sidéral, est de 23 heures 56 minutes et 4,09 secondes.

## Couleurs du ciel

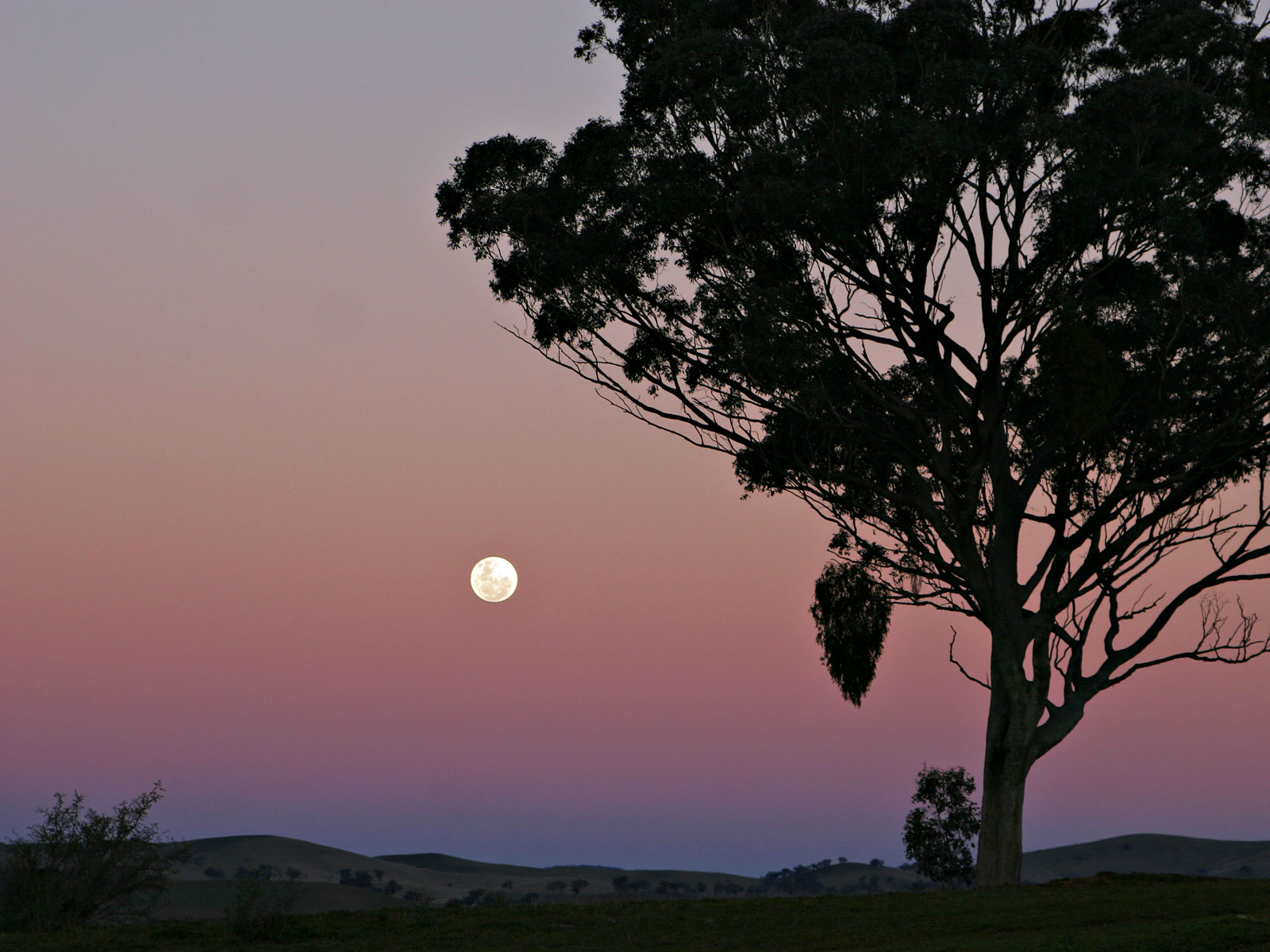
Ciel à la tombée de la nuit.

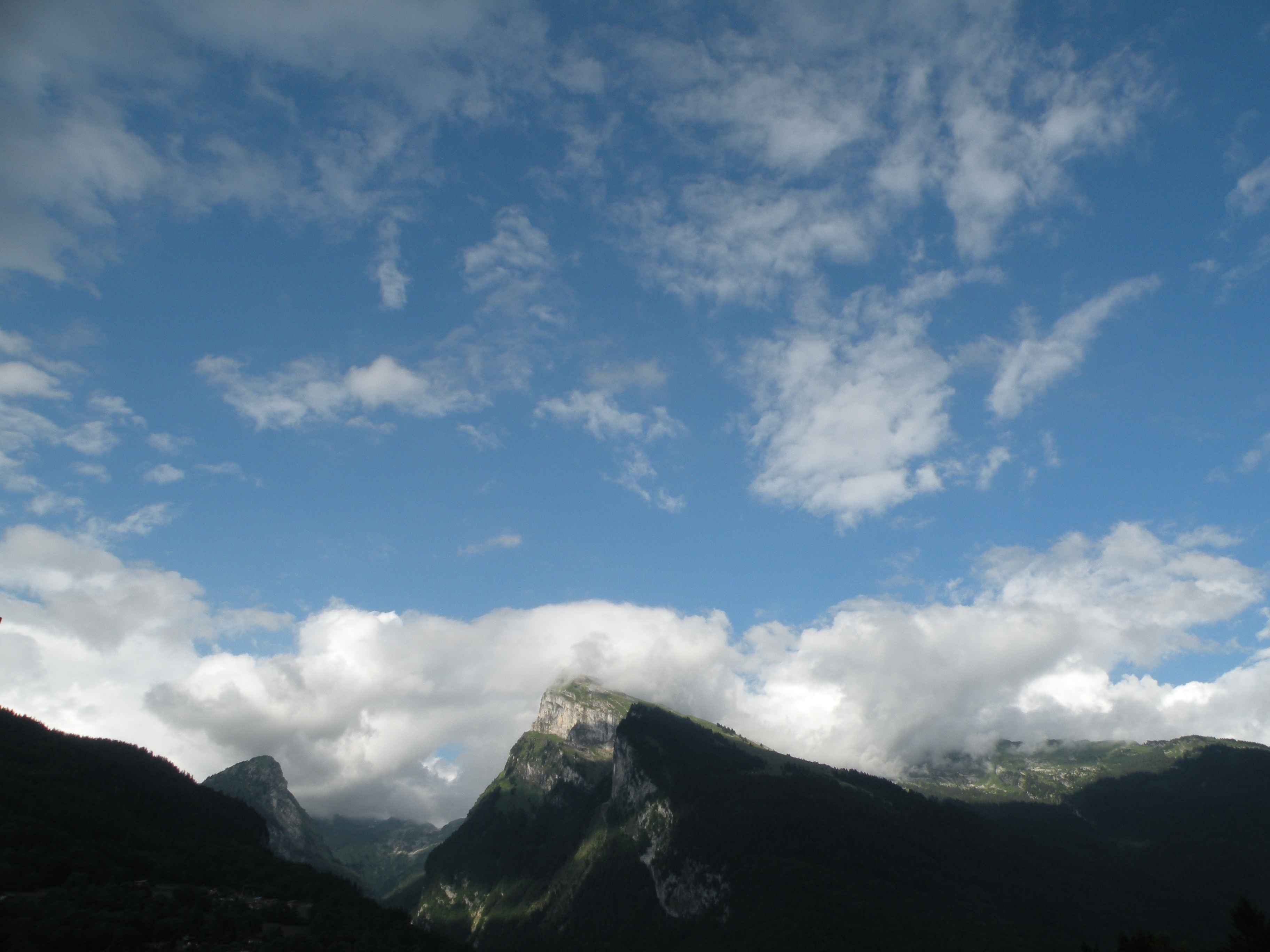
Ciel de la montagne.

La couleur du ciel diurne résulte de la diffusion des rayonnements émis par le soleil. Pendant la journée, la quantité de lumière provenant d'autres astres est négligeable. L'atmosphère terrestre réfléchit une partie du rayonnement électromagnétique émis par le soleil ; l'autre partie atteint le sol, après avoir subi des réfractions et une diffusion. Les rayonnements diffusés partent du point de diffusion dans toutes les directions. L'atmosphère diffuse d'autant plus les rayonnements que leur longueur d'onde est courte, ce qui correspond, dans le spectre visible, aux couleurs proches du violet.
La vision humaine s'adapte à la lumière dominante, qui paraît blanche tant que son spectre n'est pas trop différent de celui de la lumière solaire. La lumière qui vient du ciel est incomparablement plus faible que celle qui vient du soleil, et elle est bien plus riche en courtes longueurs d'onde. Quand le soleil est visible, elle paraît bleue.
La luminosité du ciel et la qualité de la lumière qu’il émet dépendent aussi de la composition de l’atmosphère et de la présence de particules en suspension. Les molécules de l’air diffusent en effet la lumière avec un effet sélectif, appelé effet Tyndall ou diffusion de Rayleigh, qui donne sa couleur bleue au ciel clair.
Le ciel nocturne est privé de la lumière du Soleil. Par conséquent, il fait noir, ce qui permet d'observer des milliers d'étoiles scintiller dans le ciel. Les étoiles sont toujours présentes durant la journée (les plus brillantes sont visibles à l'aide d'un télescope), mais on ne peut les voir, car leur intensité lumineuse est trop inférieure à celle du Soleil.
Le paradoxe d'Olbers dit « du ciel de feu » est une contradiction, si l'on supposait l'univers fixe, entre le ciel noir de la nuit et une infinité d'étoiles dans un univers infini.

## Histoire des théories sur le ciel

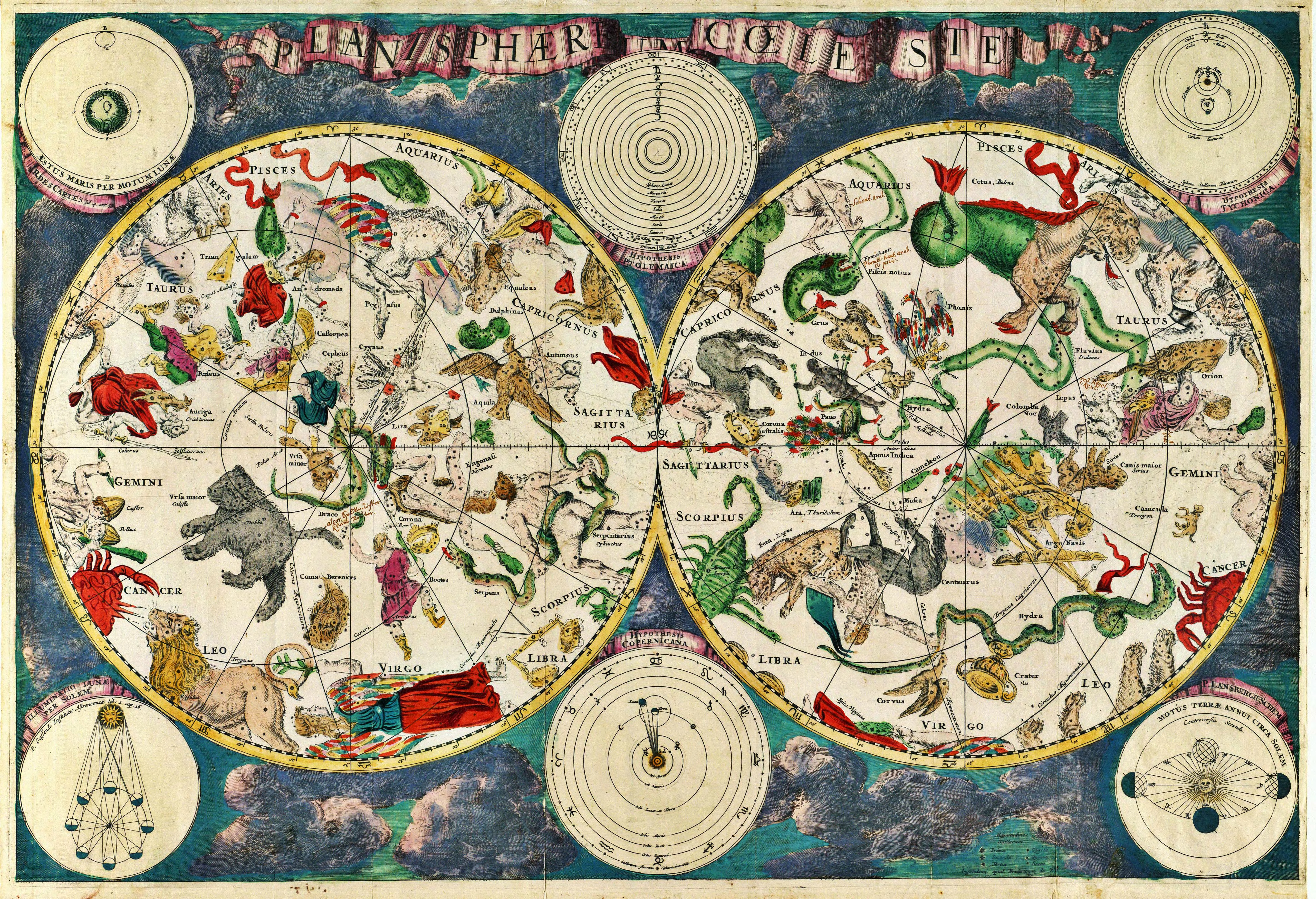
Carte céleste du XVIIe siècle, réalisée par le cartographe hollandais Frederik de Wit.

- Les Anciens se figuraient le ciel comme solide et le représentaient par une figure d'homme tenant à deux mains un voile déployé au-dessus de sa tête.
- Le ciel est encore souvent représenté orné des signes du zodiaque issus de la mythologie grecque et qui sont liés aux croyances de l'astrologie.

## Religion
Dans certaines religions, le ciel désigne le monde des réalités non sensibles. (Notre Père qui es aux cieux...), ou l'au-delà.
Dans la religion islamique, il y a sept cieux (voir Miraj).
- Dieu est un mot hérité du latin deus, lui-même issu de l'indo-européen *Dyēus.
- Zeus tire également son nom de *Dyēus.
- Jupiter signifie littéralement « Père des cieux », de l'indo-européen *Dyḗus ph₂tḗr (« Père Ciel »).
- Dans la mythologie grecque, Οὐρανός / ouranós (du nom commun signifiant « ciel »[2]) est une divinité primordiale personnifiant le ciel. Il est le fils de Gaïa (la Terre).
- Nout est la déesse égyptienne du ciel.
- Tian (天) « le Ciel », une divinité chinoise assimilée à Shang Di. Le culte céleste était le culte officiel impérial du Céleste Empire.

## Expressions
- À ciel ouvert : en plein air.
- Entre ciel et terre : en l'air.
- Être au septième ciel : jouir d'un grand bonheur.
- Remuer ciel et terre : tout mettre en œuvre pour atteindre un but.
- Tomber du ciel : arriver inopinément et généralement à propos.
- « Ciel ! », comme interjection, équivaut par métonymie à « Dieu ! ». Le septième commandement des religions bibliques interdit de prononcer le nom de Dieu en vain.